# 慧峰集團

慧峰集團有限公司，簡稱慧峰集團（英語：Vertex Group Limited，港交所除牌時8228.HK），曾在2002年10月17日，在香港交易所創業板上市，其主要業務當時是負責把多本國際性雜誌翻譯成簡體中文版，再於中國內地銷售，其主席由潘國濂出任。後來已開始終止所有業務。在2010年4月9日，已更名為國藝控股有限公司。

## 中港電力
- 2005年，該公司與中國電力投資集團公司及南方電網組成合營公司「中港電力」，中港電力將於中國內地發電，並透過跨境電纜輸送到香港，向香港用戶供電。慧峰佔其30%之股權。

## 外部連結
- NationalArts.hk （页面存档备份，存于）